# The Road to Fame (film 1915)
The Road to Fame è un cortometraggio muto del 1915 diretto da Ernest C. Warde.

## Produzione
Il film fu prodotto dalla Thanhouser Film Corporation.

## Distribuzione
Distribuito dalla Mutual Film, il film - un cortometraggio in due bobine - uscì nelle sale cinematografiche USA il 28 settembre 1915.